# Falling into Infinity Demos 1996-1997
Falling into Infinity Demos 1996-1997 è un bootleg del gruppo musicale statunitense Dream Theater, pubblicato nel 2007 dalla YtseJam Records.

## Descrizione
Si tratta della quinta uscita appartenente al catalogo "Demo Series", e raccoglie alcune registrazioni, effettuate tra il 1996 e il 1997, dei brani che avrebbero successivamente fatto parte di Falling into Infinity.
Alcuni di questi brani sono state eseguite nelle loro versioni originali, prima che fossero modificati (nell'arrangiamento o nella struttura) per volere della loro casa discografica. Inoltre sono presenti anche alcuni inediti, tra cui Metropolis Pt. 2, la quale è costituita da molte parti strumentali impiegate successivamente nell'album Metropolis Pt. 2: Scenes from a Memory del 1999.

## Tracce
CD 1
1. Raise the Knife – 11:40
2. Where Are You Know? – 7:27
3. Take Away My Pain – 6:49
4. You or Me – 6:24
5. Anna Lee – 6:36
6. Burning My Soul – 8:57
7. The Way It Used to Be – 7:47
8. Lines in the Sand – 13:32

CD 2
1. Just Let Me Breathe – 5:24
2. Peruvian Skies – 6:47
3. Trial of Tears – 12:54
4. Cover My Eyes – 3:23
5. Hollow Years – 6:26
6. New Millennium – 8:19
7. Speak to Me – 6:25

- Bonus Track

1. Metropolis Pt. 2 (Live Rehearsal Version) – 21:25

## Formazione
Gruppo
- James LaBrie – voce
- John Myung – basso, Chapman Stick
- John Petrucci – chitarra, voce
- Mike Portnoy – batteria, voce
- Derek Sherinian – tastiera

Produzione
- Mike Portnoy – ingegneria del suono, missaggio
- John Petrucci – ingegneria del suono, missaggio
- Bob SSackter – mastering